# Black Mark Productions
Black Mark Productions — независимый лейбл звукозаписи, базирующийся в Швеции, который специализируется на экстремальном метале и был основан Бёрье Форсбергом, отцом Куортона — лидера Bathory с момента основания и до своей смерти в 2004 году. Название лейбла — это намёк на название третьего альбома Bathory Under the Sign of the Black Mark (1987). Лейбл в настоящее время принадлежит Börje «Boss» Forsberg.

## Ростер
- 8 Foot Sativa,
- Agressor,
- Bathory и Куортон,
- Cemetary
- Дан Сванё и Edge of Sanity,
- Fleshcrawl (до 1998),
- Invocator,
- Lake Of Tears (1994—2002),
- Memento Mori,
- Morgana Lefay,
- Necrophobic,
- Nightingale,
- Overload
- Seance
- Stone.